# Llista de parcs nacionals de Polònia
Els parcs nacionals de Polònia són un sistema de 23 parcs nacionals i protegeixen una àrea total de 3.168 quilòmetres quadrats. Això posa per damunt del 1% de l'àrea total de Polònia sota algun nivell de protecció. Els premiers parcs nacionals fou creat el 1932. Els parcs nacionals polonesos tenen més de 11 milions de visitants el 2017.

## Llista
| Nom                                                             | Foto | Voivodat                                   | Àrea       | Creació | Descripció |
| --------------------------------------------------------------- | ---- | ------------------------------------------ | ---------- | ------- | --- |
| Parc Nacional de Babia Góra Babiogórski Park Narodowy           |      | Petita Polònia                             | 33,90 km²  | 1954    | Fauna i flora típica dels Carpats Ocidentals Exteriors amb els estatges climàtics.                                                                                     |
| Parc Nacional de Białowieża Białowieski Park Narodowy           |      | Podlàquia                                  | 105,02 km² | 1932    | Un dels últims boscos verges d'Europa. Patrimoni Natural de la Humanitat Bosc de Białowieża.                                                                           |
| Parc Nacional de Biebrza Biebrzański Park Narodowy              |      | Podlàquia                                  | 592,23 km² | 1993    | Gairebé tota la vall natural del riu Biebrza. |
| Parc Nacional de Bieszczady Bieszczadzki Park Narodowy          |      | Subcarpàcia                                | 291,96 km² | 1973    | Fauna i flora típica dels Carpats Orientals Exteriors. Patrimoni Natural de la Humanitat (11% de la superfície) fageda verge dels Carpats i d'altres regions d'Europa. |
| Parc Nacional del Bosc de Tuchola Park Narodowy Bory Tucholskie |      | Pomerània                                  | 46,13 km²  | 1996    | Riu Struga Siedmiu Jezior, llacs glacials, boscos de pins. |
| Parc Nacional de Drawa Drawieński Park Narodowy                 |      | Pomerània Occidental, Lubusz, Gran Polònia | 115,36 km² | 1990    | Bosc de Drawa amb rius Drawa i Płociczna, llacs glacials. |
| Parc Nacional de Muntanyes de Taula Park Narodowy Gór Stołowych |      | Baixa Silèsia                              | 63,40 km²  | 1993    | Zona de muntanyes baixes amb una gran varietat de materials i formacions geològiques.                                                                                  |
| Parc Nacional de Gorce Gorczański Park Narodowy                 |      | Petita Polònia                             | 70,30 km²  | 1981    | Muntanyes boscoses amb valls naturals i camps d’origen antròpic. |
| Parc Nacional de Kampinos Kampinoski Park Narodowy              |      | Masòvia                                    | 385,44 km² | 1959    | Boscos de pins amb aiguamolls, dunes, cementiris de les aixecaments nacionals dels segles XIX i XX. Situat a prop de Varsòvia.                                         |
| Parc Nacional de Karkonosze Karkonoski Park Narodowy            |      | Baixa Silèsia                              | 59,51 km²  | 1959    | Serralada més alta de Sudets. |
| Parc Nacional de Magura Magurski Park Narodowy                  |      | Subcarpàcia, Petita Polònia                | 194,39 km² | 1995    | Muntanyes baixes entre Carpats Orientals i Occidentals. |
| Parc Nacional de Narew Narwiański Park Narodowy                 |      | Podlàquia                                  | 68,1 km²   | 1996    | Laberint fluvial del riu Narew. |
| Parc Nacional de Ojców Ojcowski Park Narodowy                   |      | Petita Polònia                             | 21,46 km²  | 1956    | Una vall calcària del riu Prądnik amb formacions geològiques. |
| Parc Nacional de Pieniny Pieniński Park Narodowy                |      | Petita Polònia                             | 23,46 km²  | 1932    | Serralda calcària amb el gorg del riu Dunajec. |
| Parc Nacional de Polesie Poleski Park Narodowy                  |      | Lublin                                     | 97,60 km²  | 1990    | Aiguamolls, torberes, llacs càrstics, boscos naturals a la plana de Polesie Occidental.                                                                                |
| Parc Nacional de Roztocze Roztoczański Park Narodowy            |      | Lublin                                     | 84,83 km²  | 1974    | Part central del Altiplà de Roztocze |
| Parc Nacional Eslovinç Słowiński Park Narodowy                  |      | Pomerània                                  | 215,72 km² | 1967    | La costa del mar Bàltic amb dunes, llacs i boscos. |
| Parc Nacional de la Santa Creu Świętokrzyski Park Narodowy      |      | Santa Creu                                 | 76,26 km²  | 1950    | Zona de muntanyes baixes amb una gran varietat de materials geològiques i boscos.                                                                                      |
| Parc Nacional de Tatra Tatrzański Park Narodowy                 |      | Petita Polònia                             | 211,87 km² | 1955    | Serralda més alta de Polònia. |
| Parc Nacional Desembocadura de Warta Park Narodowy Ujście Warty |      | Lubusz                                     | 80,74 km²  | 2001    | Prats inundables. |
| Parc Nacional de Gran Polònia Wielkopolski Park Narodowy        |      | Gran Polònia                               | 75,83 km²  | 1957    | Paisatge postglacial. |
| Parc Nacional de Wigry Wigierski Park Narodowy                  |      | Podlàquia                                  | 150,79 km² | 1989    | Paisatge postglacial amb llac Wigry. |
| Parc Nacional de Wolin Woliński Park Narodowy                   |      | Pomerània Occidental                       | 109,37 km² | 1960    | La costa del mar Bàltic de l'illa Wolin amb penya-segats. |